# Independence Hall
Independence Hall es un monumento nacional (National landmark) de los Estados Unidos de América situado en Filadelfia (Pensilvania), en Chestnut Street, entre las calles Quinta y Sexta. Es conocido fundamentalmente como el lugar en el que se debatió y adoptó la Declaración de Independencia de los Estados Unidos.
El edificio forma parte del Parque Nacional Histórico de la Independencia, autorizado el 28 de junio de 1948 y establecido el 4 de julio de 1956. También fue declarado Patrimonio de la Humanidad por la Unesco en 1979.

## Descripción
Independence Hall es un edificio de ladrillo rojo, construido entre 1732 y 1753 en estilo georgiano por Edmund Woolley como sede del gobierno colonial de Pensilvania. En la misma manzana (Independence Square) se encuentran el antiguo ayuntamiento (Old City Hall), al este, y el congreso (Congress Hall), al oeste, así como Philosophical Hall, la sede original de la Sociedad Filosófica Americana.
En el campanario de Independence Hall estuvo originalmente la Campana de la Libertad (Liberty Bell); desde la Exposición Internacional del Centenario de 1876 alberga una Campana del Centenario (Centennial Bell).

## Historia
En Independence Hall se reunieron los delegados de las Trece Colonias en el Segundo Congreso Continental durante la Guerra de Independencia de los Estados Unidos, entre 1775 y 1783, y se firmaron la Declaración de Independencia (4 de julio de 1776) y, más tarde, los Artículos de la Confederación y la Constitución de los Estados Unidos de América.

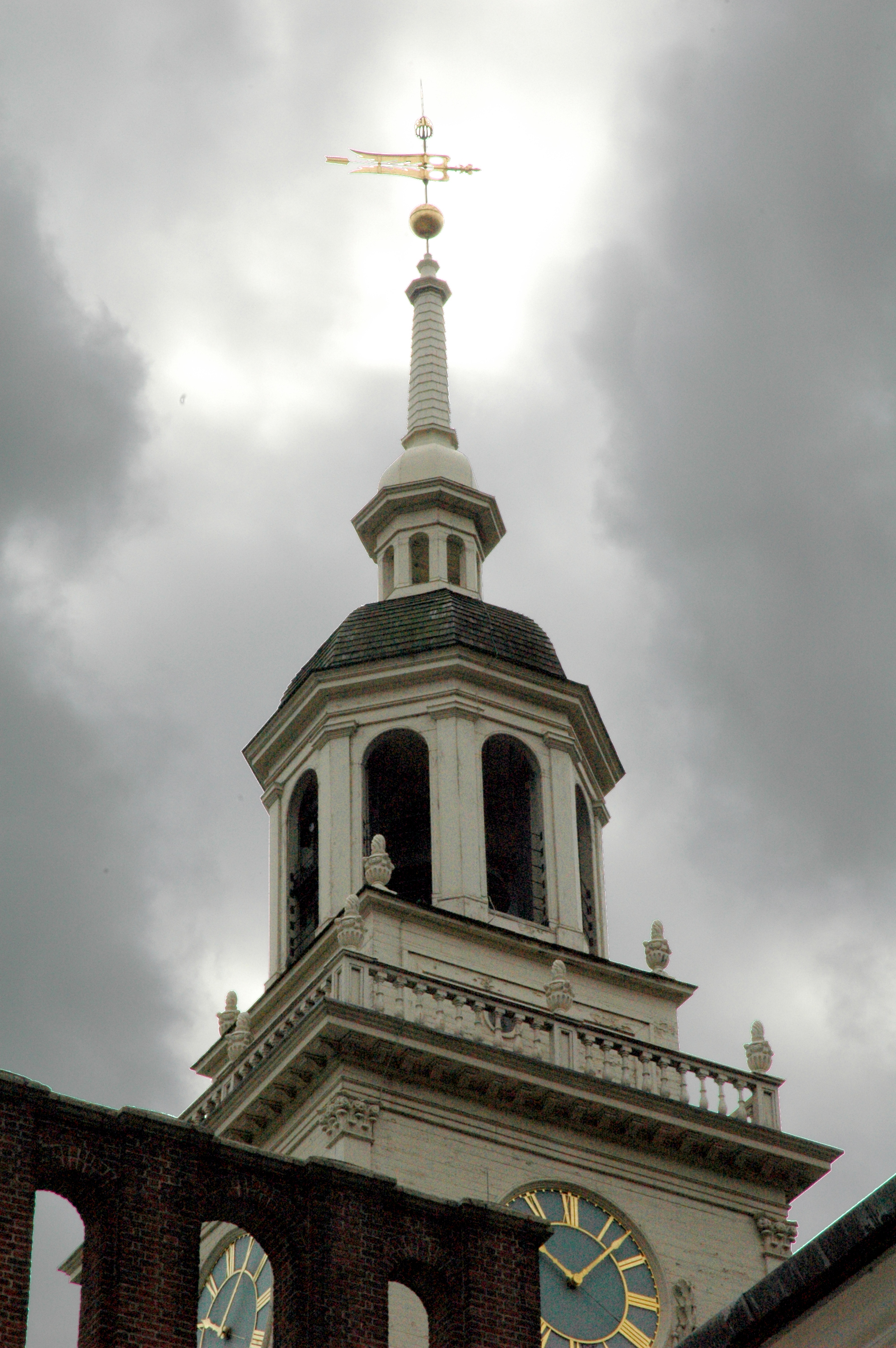
El campanario de Independence Hall.

El 14 de junio de 1775, los delegados reunidos en la sala de asambleas (Assembly Room) nombraron a George Washington comandante del Ejército Continental.
El 7 de junio de 1776, Richard Henry Lee, delegado de Virginia, propuso al congreso continental una resolución para la redacción de una Declaración de Independencia. La versión definitiva del documento se terminó el 2 de julio y, finalmente, con su ratificación el 4 de julio de 1776, los Estados Unidos declararon su independencia del Imperio Británico.
En septiembre de 1777, el Ejército Británico ocupó Filadelfia, y el Congreso Continental tuvo que huir a York; no regresó hasta el 2 de julio de 1778.
Entre 1790 y 1800, Filadelfia fue la sede del gobierno federal de los Estados Unidos; Independence Hall sirvió de sede ejecutiva (Capitol Building).
El 18 de octubre de 1918, Tomás Masaryk proclamó la independencia de Checoslovaquia en las escaleras de Independence Hall.
En 1948, el interior del edificio fue restaurado y recuperó su aspecto original. Ese mismo año se creó el Parque Nacional Histórico de la Independencia para proteger los monumentos asociados con la Guerra de la Independencia.
Más recientemente, el lugar se ha usado para realizar manifestaciones en defensa de la democracia y los derechos humanos.
Después de los atentados del 11 de septiembre de 2001, el acceso a Independence Square se vio limitado por barreras y vigilantes; desde enero de 2007, se ha revisado el plan de seguridad para sustituir la barrera por bolardos y cadenas móviles.
Independence Hall aparece en el reverso de los billetes de 100 dólares y en la moneda de medio dólar conmemorativa del bicentenario. En el reverso de los billetes de 2 dólares aparece una reproducción del cuadro Declaración de Independencia, del pintor John Trumbull.